# یواس‌اس الکتو (ای‌جی‌پی-۱۴)
یواس‌اس الکتو (ای‌جی‌پی-۱۴) (به انگلیسی: USS Alecto (AGP-14)) یک کشتی بود که طول آن ۳۲۸ فوت (۱۰۰ متر) بود. این کشتی در سال ۱۹۴۴ ساخته شد.